# Protaetia buruensis
Protaetia buruensis är en skalbaggsart som beskrevs av Moser 1914. Protaetia buruensis ingår i släktet Protaetia och familjen Cetoniidae. Inga underarter finns listade i Catalogue of Life.